# Thrinax excelsa
Thrinax excelsa, con el nombre común de broad thatch, es una especie de palmera endémica de Jamaica.

## Descripción
Thrinax excelsa es una palmera con las hojas en forma de abanico  con tallos solitarios, que alcanzan desde los 3 hasta 11 metros  de alto y  con 12,5  de diámetro. Las plantas tienen entre 6 y 17 hojas compuestas palmeadas  con 52 a 65 foliolos. Las inflorescencias están arqueadas y no sobresalen más que las hojas. Las flores son bisexuales y pequeñas. Los frutos son pequeños,  globosos y blancos al madurar.

## Distribución
La especie es endémica de Jamaica, donde crece entre los 300 y 500 metros sobre el nivel del mar en las Montañas de John Crow.

## Taxonomía
Thrinax excelsa fue descrita por Lodd. ex Mart.  y publicado en Historia Naturalis Palmarum 3: 320. 1853.
Etimología
Thrinax: nombre genérico que deriva de la palabra idioma griego|griega]]: thrinax = "tridente", se piensa que es una referencia a los segmentos divididos y afilados de  la hoja.
excelsa: epíteto latino que significa "alta".
Sinonimia
- Thrinax rex Britton & Harris, Bull. Torrey Bot. Club 37: 352 (1910).[5]